# Janaki Stoiłow
Janaki Bojanow Stoiłow, bułg. Янаки Боянов Стоилов (ur. 8 września 1958 w Wielkim Tyrnowie) – bułgarski polityk i prawnik, długoletni poseł do Zgromadzenia Narodowego, w 2021 minister sprawiedliwości, sędzia Sądu Konstytucyjnego.

## Życiorys
Z wykształcenia prawnik. Absolwent Uniwersytetu Sofijskiego im. św. Klemensa z Ochrydy, na którym uzyskał doktorat. Został nauczycielem akademickim na tej uczelni, a także na Uniwersytecie Płowdiwskim.
Działacz Bułgarskiej Partii Socjalistycznej i członek władz tego ugrupowania. W latach 1990–1991 sprawował mandat deputowanego do konstytuanty. Był następnie posłem do Zgromadzenia Narodowego 36. kadencji. W 1997 po trzyletniej przerwie powrócił do bułgarskiego parlamentu, w którym zasiadał przez sześć kadencji do 2017. Pełnił m.in. funkcję wiceprzewodniczącego Zgromadzenia Narodowego.
W maju 2021 powołany na ministra sprawiedliwości w przejściowym rządzie Stefana Janewa. Pozostał na tym stanowisku w utworzonym we wrześniu 2021 drugim technicznym rządzie tego samego premiera. W październiku 2021 prezydent Rumen Radew mianował go sędzią Sądu Konstytucyjnego (na okres dziewięcioletniej kadencji od listopada 2021); w konsekwencji odszedł ze stanowiska rządowego.